# Breakaway (chanson)
Pour les articles homonymes, voir Breakaway.
Singles de Kelly Clarkson
The Trouble With Love Is
(2003) Since U Been Gone
(2004)
Pistes de Breakaway
Since U Been Gone
Breakaway est le premier single (il n'a pas été lancé en Europe) de Breakaway, l'album de la chanteuse américaine pop-rock, Kelly Clarkson.

## Informations sur la chanson
La chanson est coécrite par Avril Lavigne, Bridget Benenate (en) et Matthew Gerrard (en) et produite par John Shanks (en). Elle a été originellement écrite par Avril Lavigne pour son album Let Go, mais cette dernière ne voyait pas la chanson avoir une place dans son album sombre et rebelle. Le titre a alors été offert à Kelly Clarkson qui l'a enregistré et s'en est servi pour combler le vide entre ses deux albums. Kelly Clarkson a aussi enregistré la chanson pour la B.O du film The Princess Diaries 2: Royal Engagement.
Le single a également été utilisé pour la musique de fin de la bande-annonce du film Quatre filles et un jean (The Sisterhood of the Traveling Pants). 
À cause du succès inattendu de la chanson, elle a été mise à la dernière minute sur le deuxième album de Kelly Clarkson, qui a été renommé par la suite Breakaway.
La chanson a été reprise dans la première saison de Smash par Megan Hilty (Ivy Lynn).

## Clip
Comme « Breakaway » a été originellement enregistré pour le film The Princess Diaries 2: Royal Engagement, le clip demande qu'il y ait quelques scènes du film. Clarkson voulait que la vidéo soit balancé (ce qui est rare pour des chansons qui sortent des films) entre le thème du film et le thème de la chanson. Comme résultat, les deux thèmes ont été fusionnés pour le clip, commençant avec une fille de 10 ans, représentant Kelly Clarkson toute petite. Elle se sent nostalgique, car même si elle est heureuse, elle sent le besoin de s'en aller (breakaway). Des années passent et Kelly, devenue une jeune femme superstar, assiste à la première de son film, The Princess Diaries 2: Royal Engagement. De multiples scènes du film peuvent être vues, ainsi que plusieurs souvenirs de Kelly quand elle était toute petite.

## Hit Parade
Après deux singles décevants, Low et The Trouble With Love Is, beaucoup de critiques déclarent que la carrière de Kelly est vite terminée et qu'elle sera rapidement oubliée par le public (comme tant d'autres candidats ayant participé à la télé-réalité). Cependant, "Breakaway" va devenir un des plus gros succès de 2004, entrant dans le top 10 des meilleures chansons de l'année. Il s'est classé #6 aux États-Unis et #2 au Canada. La chanson est très populaire chez les enfants ainsi que les adultes. La chanson détient le record de meilleure chanson par une artiste féminine dans le classement des adultes (21 semaines à la position #1), battant Céline Dion qui détenait le record avec "A New Day Has Come". La chanson a aussi remporté de nombreux prix aux cérémonies de remise de prix pour enfants, notamment celle de meilleure chanson de l'année, meilleure chanson pop et meilleure chanson par une artiste féminine.
Cependant, la chanson n'est pas que connue pour sa très bonne position dans le classement mais aussi pour sa longévité sur le Billboard Hot 100. Il entre dans le chart en août 2004 et le quitte en août 2005, devenant ainsi l'une des rares chansons à passer plus d'un an sur le chart.
La chanson a été certifiée  Or pour plus de 600 000 téléchargements aux États-Unis.

## Position sur les hit-parades
| Classement (2004/2005)          | position                 |
| ------------------------------- | ------------------------ |
| U.S. Billboard Hot 100          | 6                        |
| U.S. Billboard Hot 100 Airplay  | 6                        |
| U.S. Hot Digital Songs          | 6                        |
| U.S. Hot Digital Tracks         | 5                        |
| U.S. Top 40 Tracks              | 4                        |
| U.S. Top 40 Mainstream          | 2                        |
| U.S. Adult Top 40               | 2                        |
| U.S. Adult Contemporary         | 1 (21 semaines) (Record) |
| U.S. ARC Weekly Top 40          | 2                        |
| Australian ARIA Singles Chart   | 10                       |
| Canadian Singles Chart          | 2                        |
| Indonesian Singles Chart        | 1                        |
| Irish Singles Chart             | 1                        |
| New Zealand RIANZ Singles Chart | 17                       |
| Singapore Top 10 Airplay        | 1                        |
| World Chart Show                | 10                       |
| VH1 Weekly Top 20 Countdown     | 2                        |

## Certifications
| Pays       | Certification | Ventes    |
| ---------- | ------------- | --------- |
| États-Unis | Or            | 1 733 000 |
| Canada     | Or            |           |
| Australie  | Or            |           |